# Leichtathletik-Europameisterschaften 2012/400 m Hürden der Männer

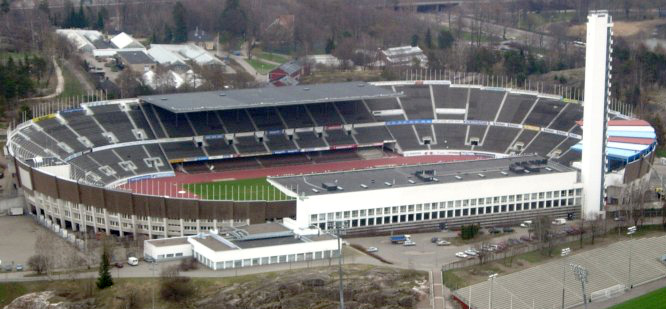
Das Olympiastadion Olympiastadion Helsinki im Jahr 2005

Der 400-Meter-Hürdenlauf der Männer bei den Leichtathletik-Europameisterschaften 2012 wurde vom 27. bis 29. Juni 2012 im Olympiastadion der finnischen Hauptstadt Helsinki ausgetragen.
Europameister wurde der britische EM-Zweite von 2010 Rhys Williams. Er gewann vor dem Serben Emir Bekrić. Bronze ging an den EM-Dritten von 2010 Stanislaw Melnykow aus der Ukraine.

## Bestehende Rekorde
| Weltrekord           | 46,78 s | Kevin Young      | OS Barcelona, Spanien  | 6. August 1992    |
| Europarekord         | 47,37 s | Stéphane Diagana | Lausanne, Schweiz      | 5. Juli 1995      |
| Meisterschaftsrekord | 47,48 s | Harald Schmid    | EM Athen, Griechenland | 8. September 1982 |

Der bereits seit 1982 bestehende EM-Rekord blieb auch bei diesen Europameisterschaften unerreicht. Die Marke von 49 Sekunden wurde hier nicht unterboten. Die schnellste Zeit erzielte der britische Europameister Rhys Williams im Finale mit 49,33 s, womit er 1,85 s über dem Rekord blieb. Zum Europarekord fehlten ihm 1,96 s, zum Weltrekord 2,55 s.

### Rekordverbesserungen
Es wurden zwei neue Landesrekorde aufgestellt:
- 49,37 s – Emir Bekrić (Serbien), erstes Halbfinale am 28. Juni
- 49,54 s – Rasmus Mägi (Estland), erstes Halbfinale am 28. Juni

## Vorrunde
Die Vorrunde wurde in sechs Läufen durchgeführt. Die ersten drei Athleten pro Lauf – hellblau unterlegt – sowie die darüber hinaus sechs zeitschnellsten Läufer – hellgrün unterlegt – qualifizierten sich für das Halbfinale.

## Legende
Kurze Übersicht zur Bedeutung der Symbolik – so üblicherweise auch in sonstigen Veröffentlichungen verwendet:
| NR  | Nationaler Rekord                        |
| DNF | Wettkampf nicht beendet (did not finish) |
| DSQ | disqualifiziert                          |
| IWR | Internationale Wettkampfregeln           |
| TR  | Technische Regeln                        |

### Vorlauf 1

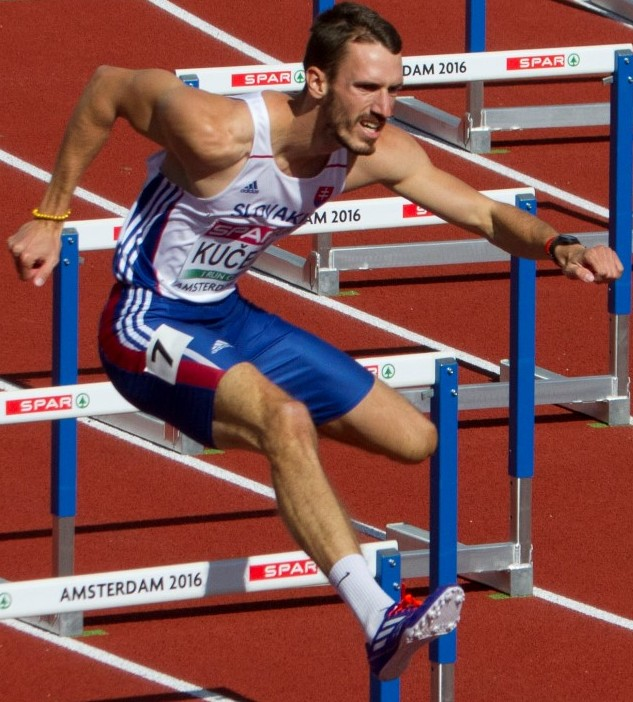
Als Fünfter des ersten Vorlaufs verfehlte Martin Kučera das Halbfinale um einen Rang

27. Juni 2012, 10:50 Uhr
| Platz | Name                | Nation       | Zeit (s) |
| ----- | ------------------- | ------------ | -------- |
| 1     | Tobias Giehl        | Deutschland  | 49,98    |
| 2     | Periklís Iakovákis  | Griechenland | 50,25    |
| 3     | Mikita Yakauleu     | Belarus      | 50,47    |
| 4     | Wladimir Antmanis   | Russland     | 50,92    |
| 5     | Martin Kučera       | Slowakei     | 51,50    |
| 6     | Attila Nagy         | Rumänien     | 52,04    |
| 7     | Juan Enrique Vallés | Spanien      | 52,43    |

### Vorlauf 2

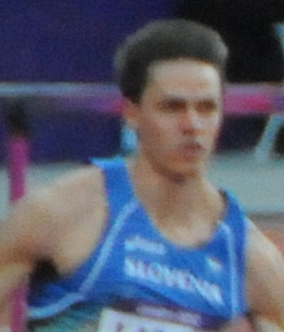
Brent LaRue wurde wegen Übertretung der Bahnbegrenzung disqualifiziert

27. Juni 2012, 10:57 Uhr
| Platz | Name                 | Nation     | Zeit (s)                           |
| ----- | -------------------- | ---------- | ---------------------------------- |
| 1     | Michaël Bultheel     | Belgien    | 0049,65                            |
| 2     | Adrien Clemenceau    | Frankreich | 0049,84                            |
| 3     | Alexander Derewjagin | Russland   | 0050,32                            |
| 4     | Michal Brož          | Tschechien | 0050,91                            |
| 5     | Tuncay Örs           | Türkei     | 0052,63                            |
| DNF   | João Ferreira        | Portugal   |                                    |
| DSQ   | Brent LaRue          | Slowenien  | IWR 163, TR17.3.1 – Bahnübertreten |

### Vorlauf 3
27. Juni 2012, 11:04 Uhr
| Platz | Name                  | Nation         | Zeit (s) |
| ----- | --------------------- | -------------- | -------- |
| 1     | Nathan Woodward       | Großbritannien | 50,02    |
| 2     | Josef Prorok          | Tschechien     | 50,57    |
| 3     | Rasmus Mägi           | Estland        | 50,61    |
| 4     | Spirídon Papadópoulos | Griechenland   | 51,01    |
| 5     | Jacques Frisch        | Luxemburg      | 51,59    |
| 6     | Petteri Monni         | Finnland       | 51,73    |
| 7     | Ricardo Lima          | Portugal       | 53,00    |

### Vorlauf 4

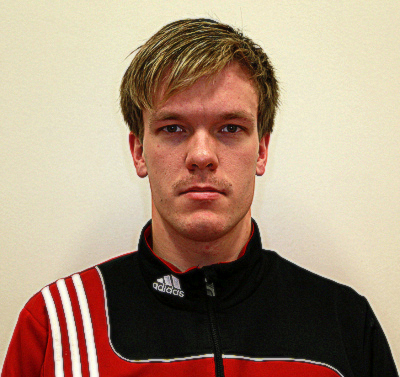
Als Sechster blieb Jussi Heikkilä chancenlos in seinem Vorlauf

27. Juni 2012, 11:11 Uhr
| Platz | Name               | Nation         | Zeit (s) |
| ----- | ------------------ | -------------- | -------- |
| 1     | Georg Fleischhauer | Deutschland    | 50,22    |
| 2     | Thomas Barr        | Irland         | 50,59    |
| 3     | Emir Bekrić        | Serbien        | 50,73    |
| 4     | Javier Sagredo     | Spanien        | 51,37    |
| 5     | Richard Yates      | Großbritannien | 52,12    |
| 6     | Jussi Heikkilä     | Finnland       | 52,92    |
| DNF   | Øyvind Kjerpeset   | Norwegen       |          |

### Vorlauf 5

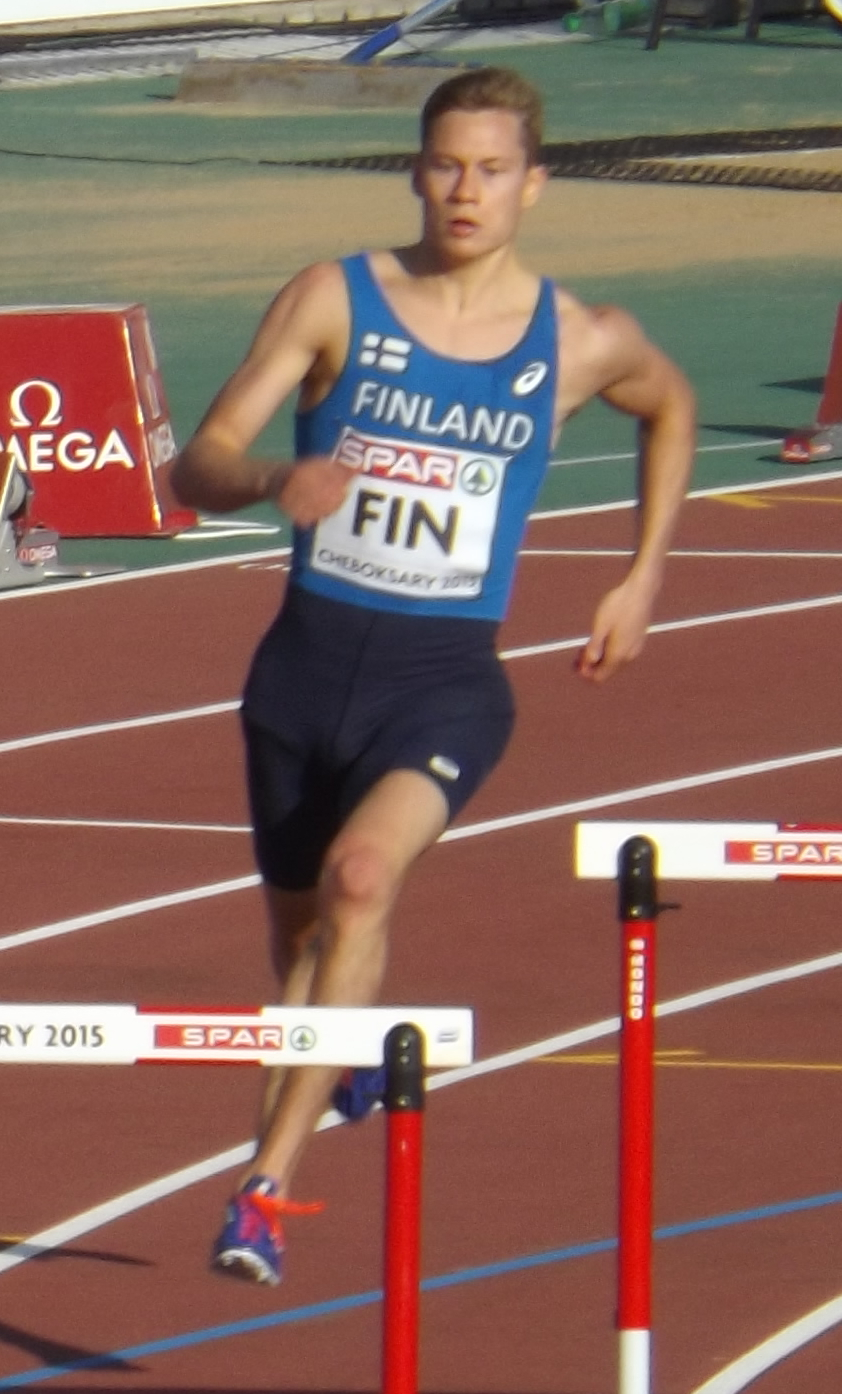
Oskari Mörö – ausgeschieden als Fünfter seines Vorlaufs
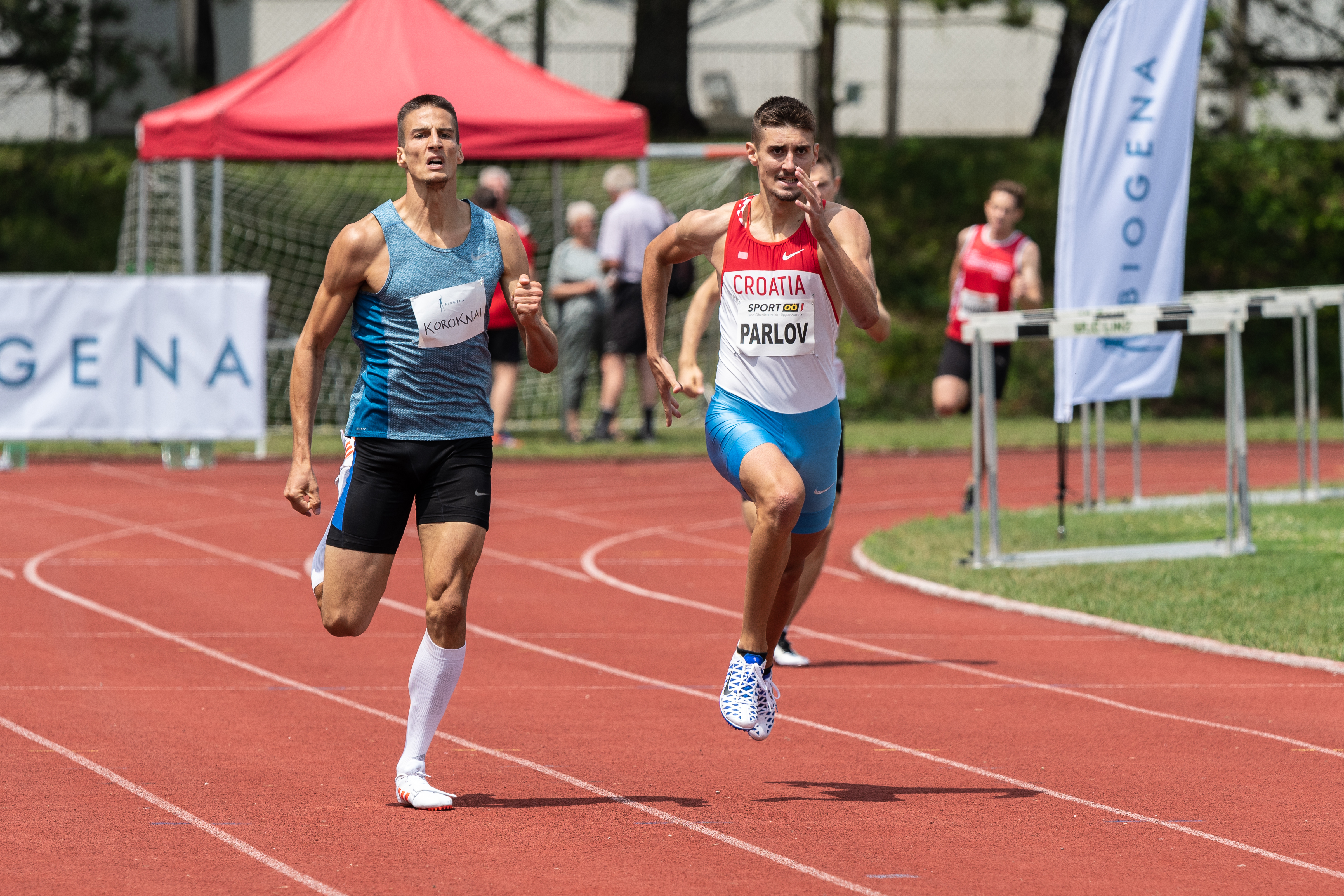
Tibor Koroknai – Sechster in seinem Vorlauf und damit nicht im Halbfinale
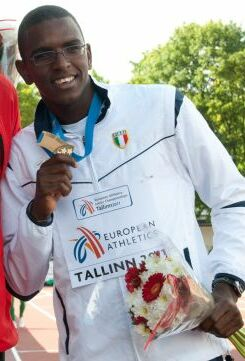
José Reynaldo Bencosme – disqualifiziert wegen Bahnübertretung

27. Juni 2012, 11:18 Uhr
| Platz | Name                           | Nation   | Zeit (s)                           |
| ----- | ------------------------------ | -------- | ---------------------------------- |
| 1     | Stanislaw Melnykow             | Ukraine  | 0050,33                            |
| 2     | Jorge Paula                    | Portugal | 0050,74                            |
| 3     | Diego Cabello                  | Spanien  | 0050,89                            |
| 4     | Marek Plawgo                   | Polen    | 0050,96                            |
| 5     | Oskari Mörö                    | Finnland | 0051,59                            |
| 6     | Tibor Koroknai                 | Ungarn   | 0053,22                            |
| DSQ   | José Reynaldo Bencosme de Leon | Italien  | IWR 163, TR17.3.1 – Bahnübertreten |

### Vorlauf 6

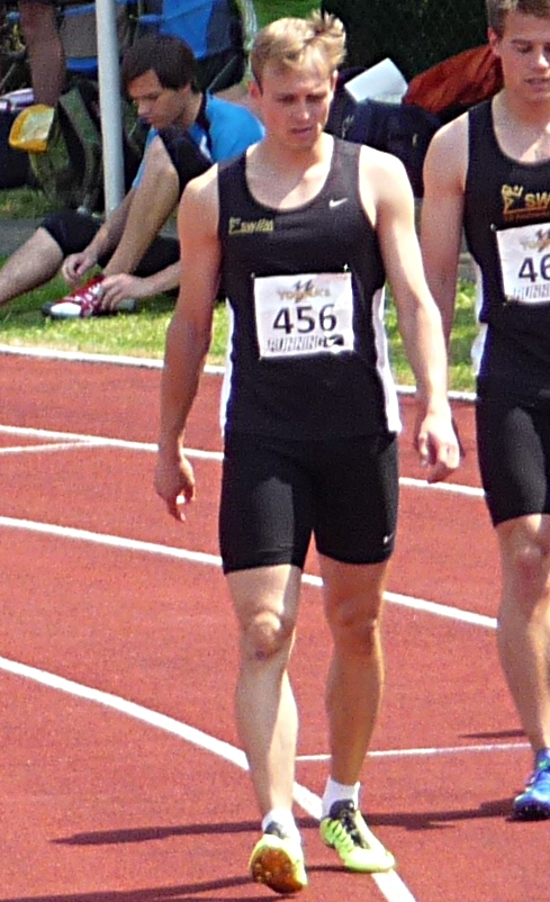
David Gollnow – nach Fehlstart disqualifiziert

27. Juni 2012, 11:25 Uhr
| Platz | Name              | Nation         | Zeit (s)                    |
| ----- | ----------------- | -------------- | --------------------------- |
| 1     | Rhys Williams     | Großbritannien | 0050,40                     |
| 2     | Václav Barák      | Tschechien     | 0050,58                     |
| 3     | Kariem Hussein    | Schweiz        | 0050,94                     |
| 4     | Silvestras Guogis | Litauen        | 0051,25                     |
| 5     | Jason Harvey      | Irland         | 0051,83                     |
| 6     | Denys Teslenko    | Ukraine        | 0051,92                     |
| DSQ   | David Gollnow     | Deutschland    | IWR 162, TR16.6 – Fehlstart |

## Halbfinale
Aus den drei Halbfinalläufen qualifizierten sich die jeweils ersten beiden Athleten – hellblau unterlegt – sowie die darüber hinaus zwei zeitschnellsten Läufer – hellgrün unterlegt – für das Finale.

### Lauf 1

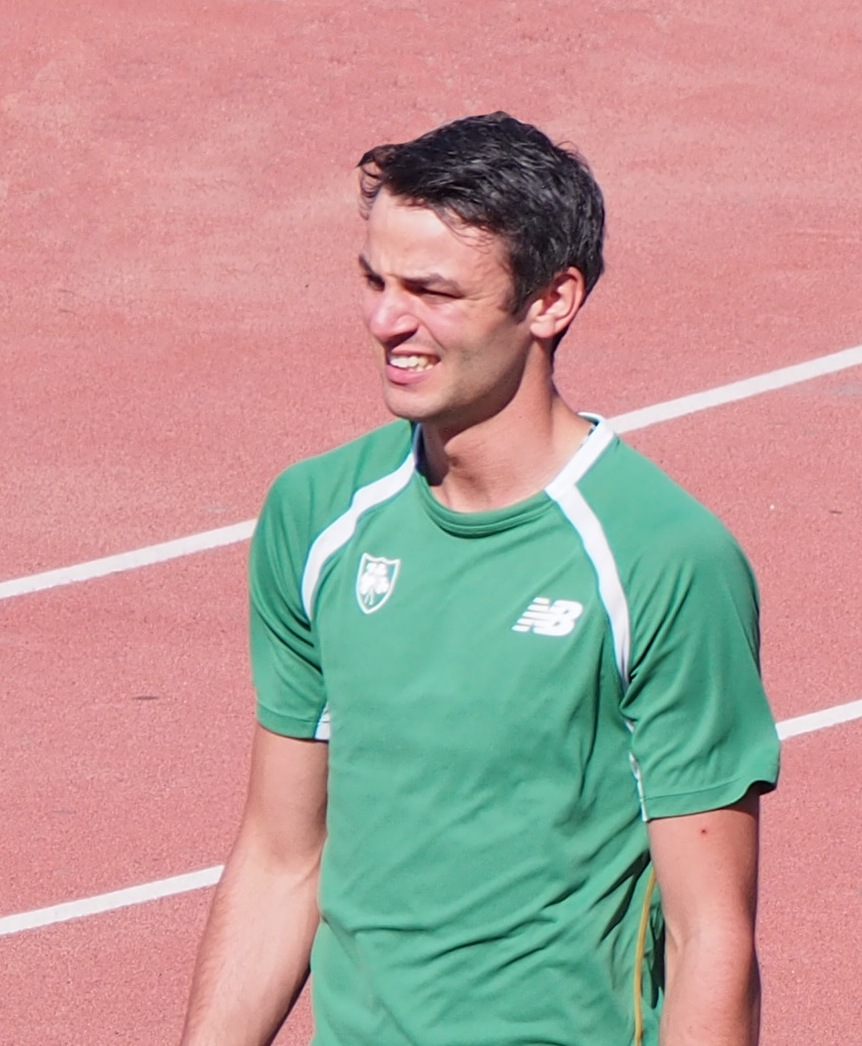
Thomas Barr erreichte das Halbfinale und schied dort als Fünfter seines Rennens aus
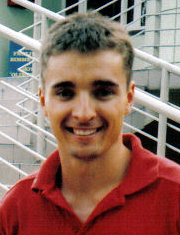
Marek Plawgo – Sechster im ersten Semifinale und damit nicht im Finale
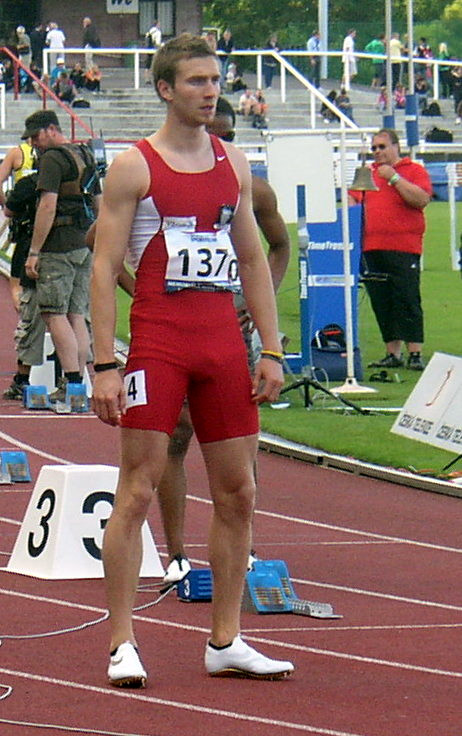
Josef Prorok – disqualifiziert wegen Bahnübertretung

28. Juni 2012, 13:15 Uhr
| Platz | Name                  | Nation         | Zeit (s)                           |
| ----- | --------------------- | -------------- | ---------------------------------- |
| 1     | Emir Bekrić           | Serbien        | 0049,37 NR                         |
| 2     | Georg Fleischhauer    | Deutschland    | 0049,52                            |
| 3     | Rasmus Mägi           | Estland        | 0049,54 NR                         |
| 4     | Nathan Woodward       | Großbritannien | 0049,68                            |
| 5     | Thomas Barr           | Irland         | 0050,22                            |
| 6     | Marek Plawgo          | Polen          | 0050,77                            |
| 7     | Spirídon Papadópoulos | Griechenland   | 0051,89                            |
| DSQ   | Josef Prorok          | Tschechien     | IWR 163, TR17.3.1 – Bahnübertreten |

### Lauf 2
28. Juni 2012, 13:23 Uhr
| Platz | Name               | Nation       | Zeit (s) |
| ----- | ------------------ | ------------ | -------- |
| 1     | Stanislaw Melnykow | Ukraine      | 49,72    |
| 2     | Periklís Iakovákis | Griechenland | 49,83    |
| 3     | Tobias Giehl       | Deutschland  | 49,95    |
| 4     | Mikita Yakauleu    | Belarus      | 50,02    |
| 5     | Wladimir Antmanis  | Russland     | 50,25    |
| 6     | Václav Barák       | Tschechien   | 50,33    |
| 7     | Diego Cabello      | Spanien      | 50,52    |
| 8     | Silvestras Guogis  | Litauen      | 51,15    |

### Lauf 3

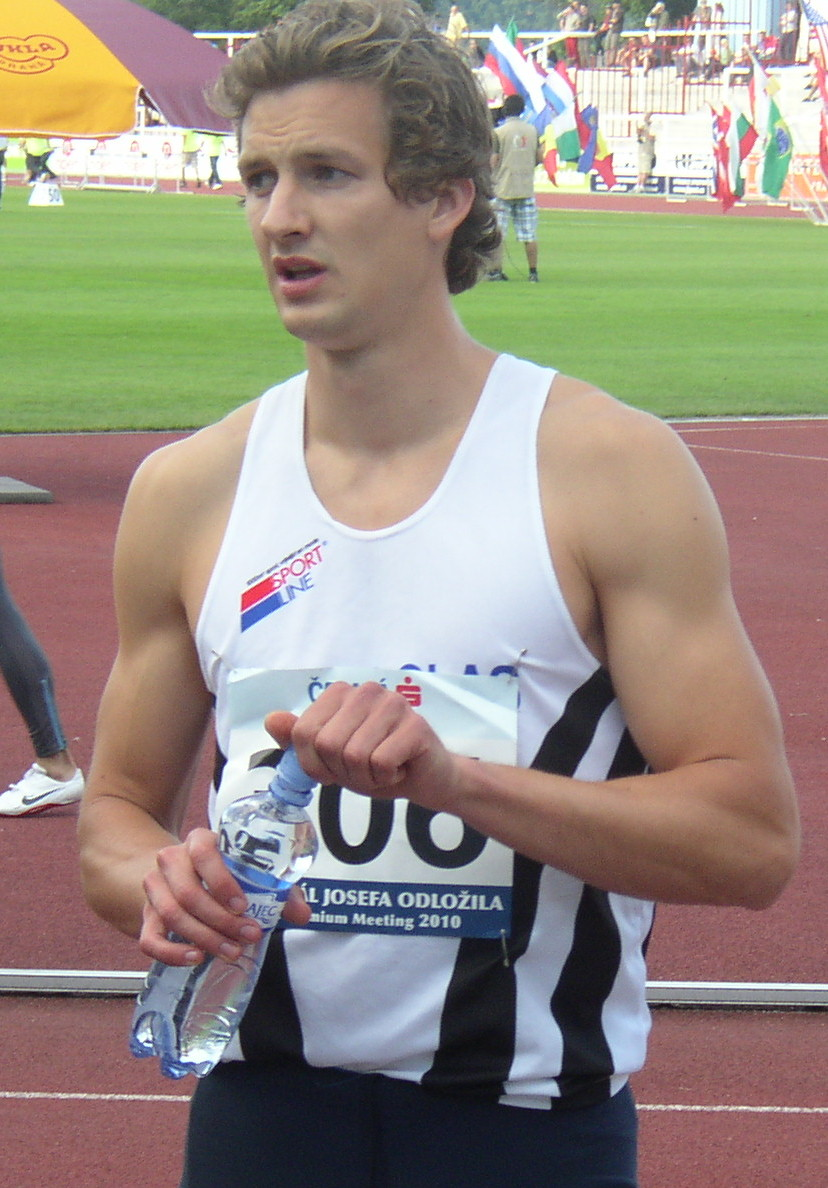
Trotz eines dritten Rangs in seinem Halbfinalrennen verpasste Michaël Bultheel die Teilnahme am Finale
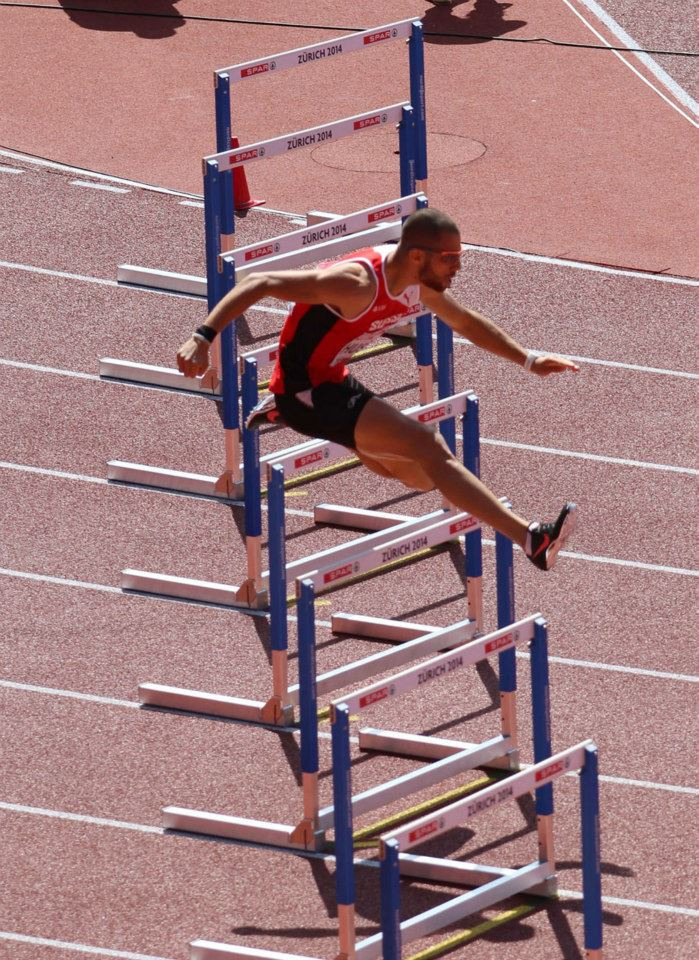
Rang sechs für Kariem Hussein im dritten Semifinale und damit ausgeschieden

28. Juni 2012, 13:31 Uhr
| Platz | Name                 | Nation         | Zeit (s) |
| ----- | -------------------- | -------------- | -------- |
| 1     | Rhys Williams        | Großbritannien | 49,63    |
| 2     | Adrien Clemenceau    | Frankreich     | 49,80    |
| 3     | Michaël Bultheel     | Belgien        | 49,98    |
| 4     | Alexander Derewjagin | Russland       | 50,02    |
| 5     | Jorge Paula          | Portugal       | 50,58    |
| 6     | Kariem Hussein       | Schweiz        | 50,81    |
| 7     | Michal Brož          | Tschechien     | 51,35    |
| 8     | Javier Sagredo       | Spanien        | 51,66    |

## Finale

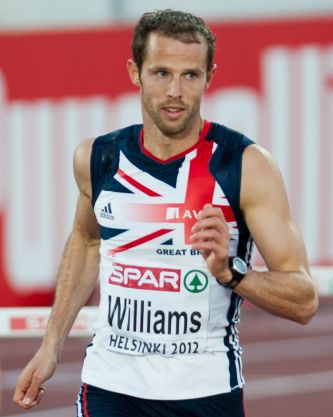
Nach der Vizeeuropameisterschaft 2010 nun der EM-Titel für Rhys Williams
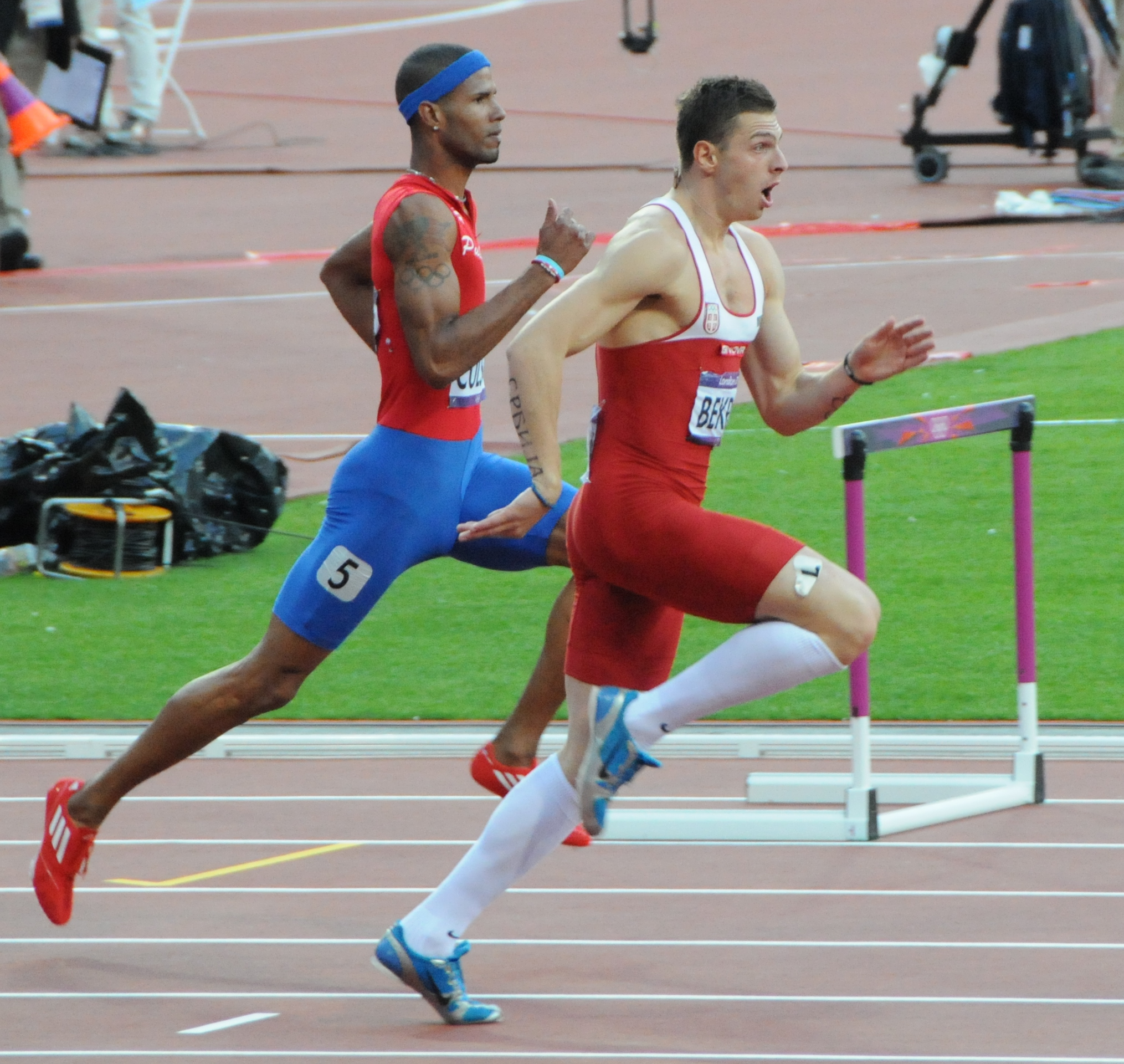
Vizeeuropameister Emir Bekrić (rechts)
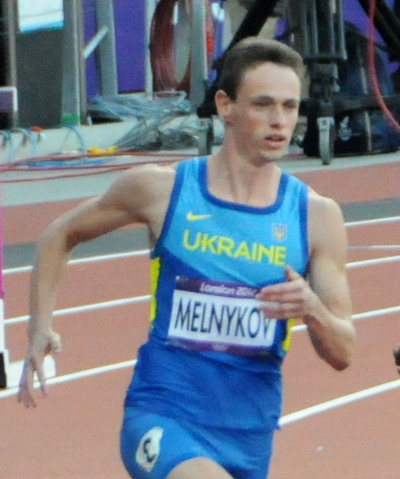
Bronzemedaillengewinner Stanislaw Melnykow

29. Juni 2012, 22:05 Uhr
| Platz | Name               | Nation         | Zeit (s) |
| ----- | ------------------ | -------------- | -------- |
| 1     | Rhys Williams      | Großbritannien | 49,33    |
| 2     | Emir Bekrić        | Serbien        | 49,49    |
| 3     | Stanislaw Melnykow | Ukraine        | 49,69    |
| 4     | Adrien Clemenceau  | Frankreich     | 49,70    |
| 5     | Rasmus Mägi        | Estland        | 50,01    |
| 6     | Georg Fleischhauer | Deutschland    | 50,11    |
| 7     | Nathan Woodward    | Großbritannien | 50,20    |
| 8     | Periklís Iakovákis | Griechenland   | 50,57    |

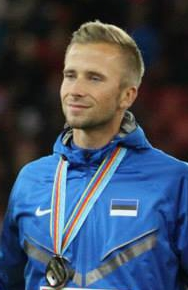
Rasmus Mägi belegte Rang fünf
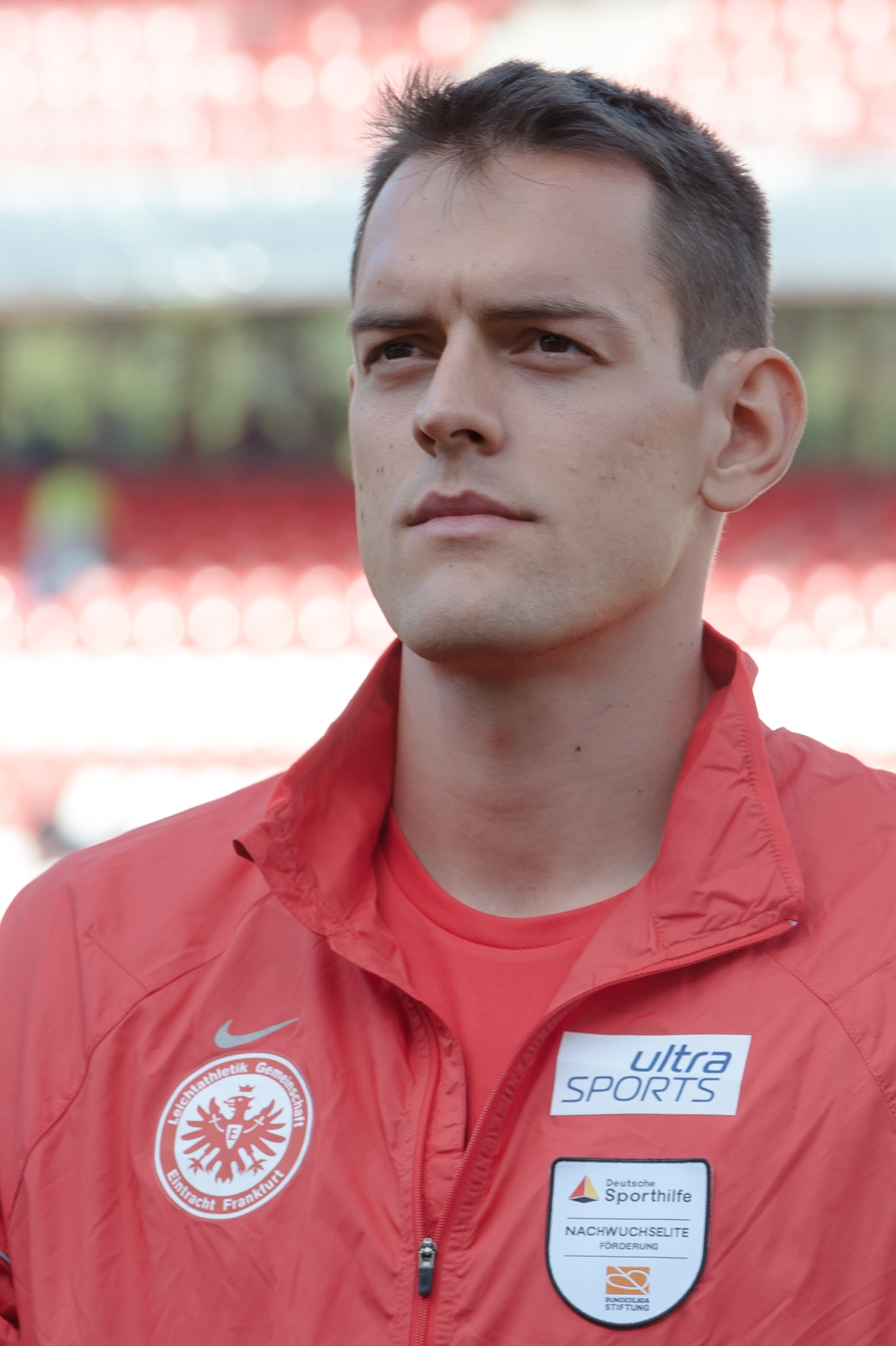
Georg Fleischhauer kam auf den sechsten Platz
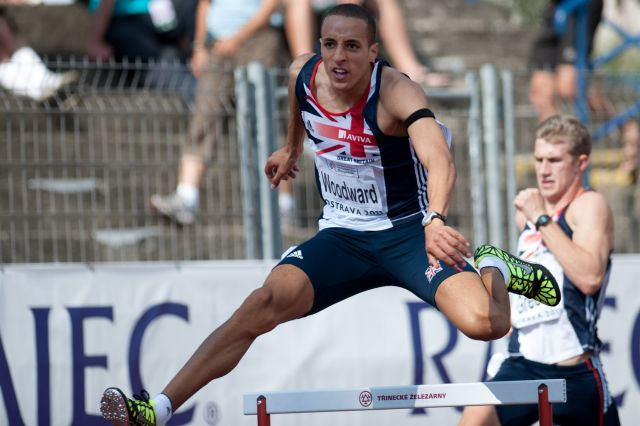
Nathan Woodward wurde Siebter
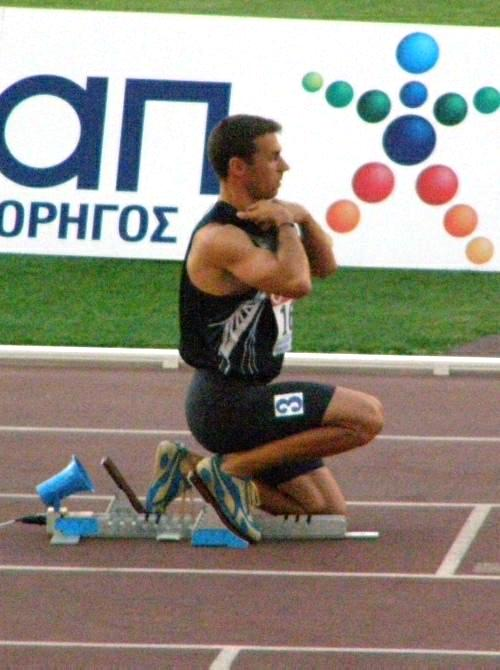
Periklís Iakovákis erreichte Platz acht

## Videolink
- ECH2012 Helsinki Day 3 Rhys WILLIAMS, Interview, youtube.com, abgerufen am 25. Februar 2023